# Chopan
Chopan là một thị xã và là một nagar panchayat của quận Sonbhadra thuộc bang Uttar Pradesh, Ấn Độ.

## Địa lý
Chopan có vị trí 24°31′B 83°02′Đ / 24,52°B 83,03°Đ Nó có độ cao trung bình là 159 mét (521 feet).

## Nhân khẩu
Theo điều tra dân số năm 2001 của Ấn Độ, Chopan có dân số 12.131 người. Phái nam chiếm 55% tổng số dân và phái nữ chiếm 45%. Chopan có tỷ lệ 69% biết đọc biết viết, cao hơn tỷ lệ trung bình toàn quốc là 59,5%: tỷ lệ cho phái nam là 77%, và tỷ lệ cho phái nữ là 59%. Tại Chopan, 14% dân số nhỏ hơn 6 tuổi.